# Ledusjön
Ledusjön är en sjö i Nordmalings kommun i Ångermanland och ingår i Leduåns huvudavrinningsområde. Sjön har en area på 0,264 kvadratkilometer och ligger 47 meter över havet. Sjön avvattnas av vattendraget Leduån.

## Delavrinningsområde
Ledusjön ingår i det delavrinningsområde (706196-167876) som SMHI kallar för Utloppet av Ledusjön. Medelhöjden är 67 meter över havet och ytan är 1,74 kvadratkilometer. Räknas de 66 avrinningsområdena uppströms in blir den ackumulerade arean 306,43 kvadratkilometer. Avrinningsområdets utflöde Leduån mynnar i havet. Avrinningsområdet består mestadels av skog (57 procent), öppen mark (11 procent) och jordbruk (11 procent). Avrinningsområdet har 0,27 kvadratkilometer vattenytor vilket ger det en sjöprocent på 15,3 procent.